# الغيل الاسفل (حالمين)

تعديل مصدري - تعديل

الغيل الاسفـل هي إحدى قرى عزلة حبيل الريدة بمديرية حالمين التابعة لمحافظة لحج، بلغ تعداد سكانها 285 نسمة حسب تعداد اليمن لعام 2004.